# Philodromidae
Philodromidae là một họ nhện gồm 536 loài xếp vào 29 chi.

## Các loài
Các loài ở Bỉ:
- Philodromus albidus (Kulczyn'ski, 1911) - ([[Bleke renlà một loài nhện)
- Philodromus aureolus (Clerck, 1757) - ([[Tuinrenlà một loài nhện)
- Philodromus buxi (Simon, 1884) - ([[Buxusrenlà một loài nhện)
- Philodromus cespitum (Walckenaer, 1802) - ([[Gewone renlà một loài nhện)
- Philodromus collinus (C.L. Koch, 1835) - ([[Dennenrenlà một loài nhện)
- Philodromus dispar (Walckenaer, 1826) - ([[Zwartrugrenlà một loài nhện)
- Philodromus emarginatus (Schrank, 1803) - ([[Grauwe renlà một loài nhện)
- Philodromus fallax (Sundevall, 1833) - ([[Kustrenlà một loài nhện)
- Philodromus histrio (Latreille, 1819) - ([[Heiderenlà một loài nhện)
- Philodromus longipalpis (Simon, 1870) - ([[Langpalprenlà một loài nhện)
- Philodromus poecilus (Thorell, 1872)
- Philodromus margaritatus (Clerck, 1757) - ([[Korstmoslà một loài nhện)
- Philodromus praedatus (O. P.-Cambridge, 1871) - ([[Boomrenlà một loài nhện)
- Philodromus rufus (Walckenaer, 1826) - ([[Bonte renlà một loài nhện)
- Thanatus arenarius (L. Koch, 1872) - ([[Zandrenlà một loài nhện)
- Thanatus formicinus (Clerck, 1757) - ([[Grote renlà một loài nhện)
- Thanatus striatus (C.L. Koch, 1845) - ([[Duinrenlà một loài nhện)
- Tibellus maritimus (Menge, 1875) - ([[Stippelsprietlà một loài nhện)
- Tibellus oblongus (Walckenaer, 1802) - ([[Gewone sprietlà một loài nhện)

## Các loài ở Hà Lan
Các loài ở Hà Lan gồm:
- Philodromus albidus - ([[Bleke renlà một loài nhện)
- Philodromus aureolus - ([[Tuinrenlà một loài nhện)
- Philodromus buxi - ([[Buxusrenlà một loài nhện)
- Philodromus cespitum - ([[Gewone renlà một loài nhện)
- Philodromus collinus - ([[Dennenrenlà một loài nhện)
- Philodromus dispar - ([[Zwartrugrenlà một loài nhện)
- Philodromus emarginatus - ([[Grauwe renlà một loài nhện)
- Philodromus fallax - ([[Kustrenlà một loài nhện)
- Philodromus histrio - ([[Heiderenlà một loài nhện)
- Philodromus longipalpis - ([[Struikrenlà một loài nhện)
- Philodromus margaritatus - ([[Korstmosrenlà một loài nhện)
- Philodromus poecilus - ([[Bergrenlà một loài nhện)
- Philodromus praedatus - ([[Boomrenlà một loài nhện)
- Philodromus rufus - ([[Bonte renlà một loài nhện)
- Thanatus formicinus - ([[Grote renlà một loài nhện)
- Thanatus striatus - ([[Duinrenlà một loài nhện)
- Tibellus maritimus - ([[Stippelsprietlà một loài nhện)
- Tibellus oblongus - ([[Gewone sprietlà một loài nhện)